# Gymnasium Blankenese
Das heutige Gymnasium Blankenese wurde 1892 in der Frühzeit des Deutschen Kaiserreichs als Realschule für Jungen gegründet, nur 20 Jahre nach der Proklamation des preußischen Königs Wilhelm I. als Kaiser im Januar 1871. Die Geschichte der Gründung und die weitere Entwicklung der Schule ist mit Ausnahme der Zeit des Nationalsozialismus gut dokumentiert. Für einige Jahrzehnte nach 1945 in der Nachkriegszeit nannte sich die Schule Wissenschaftliche Oberschule für Jungen, für die es eine Aufnahmeprüfung gab. Heute ist das Gymnasium ein staatliches, neusprachliches Gymnasium für Jungen und Mädchen im Stadtteil Hamburg-Blankenese. Die Gebäude der Schule und die Sportanlagen befinden sich im Bereich von Kirschtenstraße, und Oesterleystraße nur ca. 500 m westlich entfernt vom S-Bahnhof Hamburg-Blankenese. Auch die Wege und Parkanlagen im benachbarten Hessepark und im Goßlers Park können für den Sportunterricht genutzt werden.

## Geschichte Gründerzeit

### Schulgründung und Schulausbau
Das heutige Gymnasium Blankenese wurde am 22. April 1892 auf Anregung und mit Zustimmung von Propst Paulsen durch eine Art Bürgerinitiative der Gemeindevertreter von Blankenese und Dockenhuden als Höhere Lehranstalt für Knaben gegründet. Die Gründung der neuen Realschule wurde am 22. August durch das damals zuständige Provinzial-Kollegium in Schleswig genehmigt. Bereits am 10. Oktober 1892 wurde die neue Realschule Blankenese in einem provisorischen Gebäude in der damaligen Parkstraße (heute „Am Kiekeberg“) eröffnet. In drei Klassen (Vorschule, Sexta, und Quinta) betreuten drei Lehrer 75 Kinder. Als Leiter der Realschule fungierte zunächst Propst Paulsen selbst. Bereits im Juli des Folgejahres 1893 wurde in der benachbarten Lindenstraße (heute Kirschtenstraße) der Grundstein zu einem neuen Schulgebäude gelegt. Der Neubau wurde im Juli 1894 bezogen, gleichzeitig mit dem Amtsbeginn von Walther Kirschten als dem neuen Direktor.
Die Gründung neuer Realschulen im Deutschen Reich erfolgte in einer Zeit des Neuanfangs der deutschen Politik, als unter Kaiser Wilhelm II. der neue Reichskanzler Caprivi mit einer Politik des neuen Kurses den Agrarstaat Deutschland zu einem Industriestaat umgestalten sollte. Dabei sollten aber die bisherigen Machtstrukturen erhalten bleiben und die Rolle des Militärs gestärkt werden. Im Hinblick auf eine bessere Ausbildung von Jugendlichen musste also erreicht werden, dass sich auch schulisch gut ausgebildete Schüler weiterhin den bestehenden gesellschaftlichen Ordnungen anpassen würden. Auch in Hamburg und in seinen Vororten kam es 1892–1913 im Verlauf einer langen Phase der Hochkonjunktur zu einem wirtschaftliche Aufschwung. In den zusammengelegten Gemeinden Blankenese und Dockenhuden stieg die Bevölkerungszahl von ca. 2500 auf ca. 5541. Arbeitsplätze entstanden vorwiegend in neuen technischen Berufen und die Bewerber benötigten Kenntnisse in Realien, d. h. nützliche Kenntnisse für praktische Berufe, für den gewerblichen Mittelstand, für Handel und Schifffahrt. Diese Inhalte sollten statt Latein an den neu geplanten Realschulen gelehrt werden. Dabei war ein sozialer Aufstieg nicht das Ziel der Ausbildung. Jedoch mussten diese neuen Realschulen erst gegründet werden und die passenden Lehrkräfte gefunden werden.
Trotz des wirtschaftlichen Aufschwungs blieb die politische Lage im Deutschen Reich labil. Der weiterhin bestehende Landadel suchte Sicherheit und Beständigkeit beim überwiegend vom preußischen Adel geführten Militär. Auch das Bürgertum, das der wachsenden Industriearbeierschaft skeptisch gegenüberstand und auch die neuen industriellen Methoden und Produkte (in Blankenese z. B. neue eiserne  FischKutter) noch nicht akzeptiert hatte oder nicht finanzieren konnte, war verunsichert. In der Folge entwickelte sich im Deutschen Reich eine unübersichtliche, labile Lage, in der eine strenge Erziehung der Jugend und auch die Kontrolle der erwachsenen Bevölkerung angeraten waren. In Blankenese konnte Probst Paulsen als Pastor und als Leiter der neuen Realschule beides gewährleisten, zumal ihm in Blankenese auch Geldmittel, gestiftet von den reichen Blankeneser Kaufleuten, zur Verfügung standen. Die Finanzierung des Schulbaus und der Betrieb einer neuen Realschule für Knaben waren ohne größere Probleme gewährleistet, zumal nicht alle Kosten allein von der Gemeinde getragen werden mussten.
1894 wurde als Neubau ein roter Backsteinbau an der Oesterleystraße bezogen. 1906 bezog auch die 1890 als private Schule für höhere Töchter gegründete Schule, an der die Gemeinde Blankenese seit 1904 als Schulträger auch beteiligt war, ein neu erbautes eigenes Gebäude etwas südlich abgetrennt von der Realschule für Knaben. Beide Schulen konnten ihre in traditioneller Architektur gehaltenen Schulgebäude über beide Weltkriege bewahren. Noch heute finden sich in Fluren und Treppenhäusern der heute baulich vereinigten Schulgebäude architektonische Mischformen aus wilhelminischem Backsteinhistorismus, Jugendstil und Nachkriegsmoderne mit Buntglasfenstern, Stuckarbeiten Fliesen und Kacheln aus der Bauzeit, obwohl im Laufe der Jahre die Strukturen des Schulgebäudes nach mehrmals erfordlichen Umbauten den jeweiligen neuen Bedürfnissen immer wieder angepasst werden mussten.

## Schulprogramme Gründerzeit
Das bei der Gründung einer lateinlosen Realschule in Blankenese von Probst Paulsen vorgesehene Schulprogamm umfasste Kenntnisse und Fertigkeiten, die von den Söhnen der Eltern im Einzugsgebiet der Schule erworben werden konnten, um für einen zukünftigen praktischen Beruf oder für Tätigkeiten in Handel, Gewerbe und Schifffahrt vorbereitet zu sein. Sehr wichtig war auch, dass mit einem erfolgreichen Schulabschluss auch die Berechtigung zum freiwilligen Einjährigen Militärdienst erlangt werden konnte, anstatt einen drei- oder zwejährigen Pflichtdienst ableisten zu müssen. Außerdem hatte man dann Zugang zur Offizierslaufbahn und Aussicht auf Zugehörigkeit zu einer Berufsgruppe mit dem höchsten Sozialprestige. Der Zugang zum wertvollen Privileg des Einjährigen wurde durch die Reichs-Schulkommission vergeben, die streng darauf achtete, dass eine vaterländische Erziehung und Charakterbildung betrieben wurde.
Die Pflege der Muttersprache war vorgesehen, Kenntnisse von Fremdsprachen sollten aber nur beschränkt vermittelt werden, wenn dadurch die Schulung des Geistes gefördert wird, und wenn es berufsbedingt erforderlich war. Ein durch Bildung ermöglichter sozialer Aufstieg wurde von Paulsen mit seinem Programm nicht angestrebt. Paulsen schätzte die in Blankenese wohnenden potentiellen Schüler, die Söhne stolzer und mutiger Seefahrer, als wilde Burschen ein, die nur schwer zu bändigen waren und deren Eigenwillen nur mit straffer Zucht zu brechen sei. Sie hatten bisher, wenn überhaupt, nur Privatschulen besucht, an denen vieles erlaubt war, was an einer öffentlichen Schule nicht gedultet werden konnte. Dafür sollte der von Paulsen als erster Direktor bereits vorher nach einer langen Reise durch das Land ins Auge gefasste Walther Kirschten sorgen.
Die offizielle Wahl zum Direktor erfolgte unter gut 100 Bewerbern und sollte auf Kirschten fallen, obwohl es zwei Bewerber gab, die fachlich durch Publikationen besser qualifiziert und auch finanziell unabhängiger waren als Kirschten, der allein vom Gehalt als Schulleiter leben wollte. Der erfahrene Realschuldirekter Rieken aus Bonn wurde als Bewerber abgelehnt, weil er katholisch war und auch den Anblick des Drachenfelsens am Rhein dem Anblick des Süllbergs in Blankenese vorzog. Der ebenfalls als Realschuldirektor erfahrene Bewerber Lempert wurde abgewiesen, weil er noch drei Monate Zeit benötigte, um seine Abiturienten in Holstein durch die Prüfung zu bringen, und weil er anbot, auswärtige Schüler gegen Kost und Logis bei sich aufzunehmen, was damals durchaus üblich war, zumal auswärtige Schüler ein hohes Schulgeld zahlten. Gewählt wurde am Ende, wie von Propst Paulsen bereits erwünscht der Kandidat Kirschten, der nach mehrjährigen Studienaufenthalten in England und Frankreich gute Fremdsprachenkenntnisse, aber auch eine Einstellung gewonnen hatte, die ihn in nationalen Fragen auf das von Propst Paulsen unterstützte Motto festgelegt hatte: Alles was ich tue, ob es recht ist oder unrecht, es muss dem Wohl meines Landes dienen.
Die Bewertung des in der Folgezeit von Kirschten verfolgten Schulprogramms, lässt sich aus seiner Antrittsrede und aus den späteren Lobreden ableiten, die zu seinem Abschied im Jahr 1922 gehalten wurden. Demnach sah Kirschten die Hauptaufgabe der Schule damals nicht in der Aufklärung und Schärfung des Verstandes und auch nicht in der Vermittlung einer Fülle von nützlichen Kenntnissen, sondern in der Bildung von Charakter und Gemüt. Diese Aufgabe wurde von ihm als mühsam und schwer eingeschätzt, weil es kaum möglich sei, den Eigenwillen eines Schülers zu brechen und nur dann könne ein neuer Charakter aufgebaut werden. Dabei setzte Kirschten stark auf den Wahrheitssinn der Schüler und auf die Wissenschaft als Vermittlerin der Wahrheit. Das Falsche müsse ein Schüler als das Schlechte hassen und das, was falsch ist, solle der Schüler in der Schule erfahren und nicht durch eigenständiges Denken. Damit war Kirschten Anhänger einer autoritären Erziehung, die den schlechten Eigenwillen der Schüler brechen wollte, um die vom Lehrer vorgegebenen Ziele zu erreichen. Auch die von Kirschten als Direktor ausgewählten Lehrer waren nicht frei bei der Wahl ihrer Ziele, sondern waren im vom Kaiser Wilhelm II. aristokratisch beherrschten Deutschen Reich dem Edlen (dem Adel, der Elite), als Vorbild verpflichtet und sollten das Gemeine (gemeine Volk) meiden. Konkrete Ziele der Ausbildung sind in aus erhaltenen Reden von Paulsen und Kirschten nicht zu entnehmen. Angestrebt wurde eine christlich geprägte Ausbildung zu sittlichen, religiösen Menschen und guten Christen, zu wackeren und zuverlässigen Söhnen des Vaterlandes. Dabei wurde das Denken an den Kaiser besonders betont und als heilige, unantastbare, vaterländische, politische Notwendigkeit bezeichnet. Wie wichtig der damaligen preußischen Regierung die Schule als Einrichtung zur Beeinflussung der Jugend war, zeigt der Ausspruch des damaligen Kultusministers Bosse, als er anlässlich der Ernennung von Kirschten als Direktor den bereits vorher 1854 von Ferdinand Stiehl geäußerten Ausspruch „Wer die Schule hat, der hat die Zukunft“ leicht verändert aufnahm und formulierte „Wer die Jugend hat, besitzt die Zukunft.“
In seiner Funktion als Direktor erwies sich Kirschten als ein Mann ohne Eigenschaften, der nichts verlangte und nichts kritisierte, auch nicht sein schlechtes Gehalt. Stattdessen äußerte er gegenüber Kollegen Gemeinplätze wie: Ohne Zusammenwirken kein Erfolg, erging sich in frommen Floskeln, versprach den Eltern christliche Zucht und Sitte, und belehrte Schüler und Eltern mit Leerformeln, wie „Ohne Fleiß kein Preis“ und „Im Schweiße des Angesichts sollst du dein Brot essen.“
Im Blick auf politische Einstellungen wurde Kirschten in seinen Reden deutlicher und forderte aufrichtige Treue zum Kaiser und zum Kaiserreich mit Unterwerfung unter die Regierung und Zustimmung zum Streben nach der Weltmacht. Im Sinne wahrer Vaterlandsliebe forderte er Verzicht auf demokratische Bestrebungen. Seine Rede anlässlich des 25-jährigen Jubiläums der Schule wurde von der Lokalzeitung, die in Blankenese eine Art regierungsamtlichen Charakter hatte, jubelnd unterstützt, weil die mit großem finanziellen Aufwand errichtete örtliche Schule mit Kirschten einen Mann an der Spitze hatten, der bestrebt war, „seinen Schülern den Weg zu echten, gesegneten Mannesjahren zu weisen“ Noch in der Abschlussrede zu seiner Entlassung 1922 wiederholte Kirschten trotz der Erfahrungen in der Kriegszeit dieselben Erziehungsziele des Wahren Guten und Schönen, wie zu seiner Amtseinführung 28 Jahre vorher. Auch nach dem verlorenen Krieg sollten die alten Ziele dem neuen Ziel Wiederaufbau des Vaterlandes dienen. Dabei erwähnte Kirschten an keiner Stelle seiner Rede die Vermittlung von Wissen und vom naturwissenschaftlichem Verständnis, von Selbstbestimmung und Selbsterkenntnis. Kirschten hatte in 28 Jahren nichts dazugelernt.

## Geschichte Neuzeit
1952 bekam die inzwischen als „Wissenschaftliche Oberschule für Jungen“ bezeichnete Schule, für deren Besuch man eine einwöchige Aufnahmeprüfung bestehen musste, ein vom Schulgelände nur 500 m entferntes Freibad mit Sprungturm, zur Nutzung als Schulschwimmbad für den Sportunterricht auch im Herbst frühmorgens an kalten Tagen.
1959 bezog das inzwischen verstaatlichte Oberlyzeum für Mädchen ein eigenes Schulgelände in Willhöden und nannte sich seitdem Marion-Dönhoff-Gymnasium.
Erst seit 1968 lernen im Gymnasium Blankenese Jungen und Mädchen gemeinsam 1977 wurde ein Verbindungstrakt zwischen dem Hauptgebäude und dem nördlichen Nebengebäude des ehemaligen Lyzeums für Mädchen fertiggestellt. Zwischen 2005 und 2006 wurden die Gebäude umfassend saniert. Durch einen Erweiterungsbau auf dem Schulgelände wurde die Schule 2017 um vier Klassenräume erweitert.
2017 machte die Schule Schlagzeilen, als sie im Rahmen einer Neuberechnung der Schulflächen pro Schüler Gebäude an die zuständige Schulbau Hamburg zurückgeben musste. Im Fall des Gymnasiums Blankenese handelte es sich um ein Toilettenhäuschen.
Weitere Aufmerksamkeit erregte ein Eklat um den seit 2018 im Amt befindlichen Schulleiter der Schule Joachim Hagner. Gegen diesen wird aktuell wegen des Verdachts der Untreue ermittelt. Bei einer Rechnungsprüfung des Schulvereins tauchten Unstimmigkeiten in Zusammenhang mit einem Barankauf einer privaten Bibliothek von einem Bekannten des Schulleiters auf. Zudem wurde öffentlich, dass sich auch das Lehrerkollegium des Gymnasiums an die Schulbehörde wandte und um ein Schlichtungsgespräch mit dem Schulleiter bat. Bisheriger Höhepunkt des Streits zwischen der Schulleitung und den Elternvertretern war ein von 200 Eltern unterzeichneter Beschwerdebrief an den Hamburger Senator Ties Rabe über die Amtsführung von Schulleiter Joachim Hagner. Auslöser für die jüngste Eskalation war auch das durch die Schulleitung ausgesprochene Verbot einer Rede der Autorin Katharina Hagena auf der Abschlussfeier der Abiturienten. Ende Juli 2021 trat Hagner von seinem Posten zurück; Nachfolger wurde Michael Koops.

### Gebäude, Ausstattung

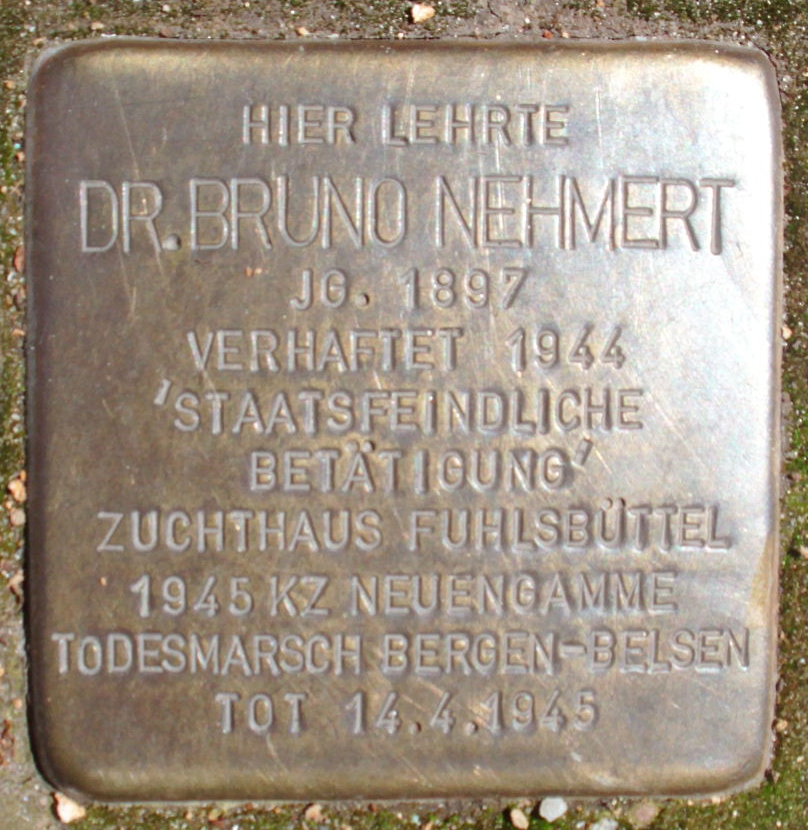
Stolperstein für Bruno Nehmert

Das Gebäude an der Oesterleystraße entstand 1893–1894 nach einem Entwurf von Baurat Greve, es wurde 1904 und 1906 erweitert. 1925 folgte ein Umbau durch den Hamburger Architekten Walther Baedeker. Alle Gebäudeteile stehen heute unter Denkmalschutz.
Vor dem Haupteingang der Schule liegt seit 2010 ein Stolperstein für Bruno Nehmert, der ein NS-kritischer Lehrer für Deutsch und Geschichte an der Schule war.
Nehmert, der als ein großer Spötter bekannt war und seine Abneigung des NS-Regimes nie verborgen hatte, wurde 1944 wegen staatsfeindlicher Äußerungen nach der Anzeige eines unbekannten Arztes aus seinem privaten Umfeld im November 1944 in das Konzentrationslager Fuhlsbüttel verbracht. Er starb im März 1945 bei der Überführung in das KZ Neuengamme. Sein Schicksal wurde von vier Schülerinnen und Schülern im Rahmen eines Geschichtswettbewerbs aufgeklärt.

## Preise / Auszeichnungen
- Mit seinem „digitalen Roulette“, das mehr als 350 echte Zufallszahlen pro Sekunde generiert, die sich zum Beispiel für Verschlüsselungslösungen eignen, hat Fabian Höfer vom Gymnasium Blankenese den mit 1000 Euro dotierten VDE-Sonderpreis im „Jugend forscht“-Finale 2017 erhalten.[19]
- In sämtlichen Altersgruppen gewann die Skilanglauf-Gruppe des Gymnasiums Blankenese 2018 den ersten Platz bei den Hamburger Meisterschaften in Finsterau.[20]

## Bekannte Lehrer und Absolventen
- Annaliese Teetz (1910–1992), erste deutsche Kapitänin, Geografie- und Sportlehrerin
- Detlef Bückmann (1927–2024), Zoologe, Rektor der Universität Ulm
- Manfred Eisele (* 1938), Abitur 1957, Generalstabsausbildung in Blankenese, und Dienst im Generalsrang bei den Vereinten Nationen.  Militärberater der Generalsekretäre Boutros Boutros-Ghali und Kofi Annan.
- Michael Sachs (1947–2021), Politiker (SPD)
- Steven Gätjen (* 1972), deutsch-amerikanischer Fernsehmoderator, Schauspieler, Reporter und mittlerweile auch Filmkritiker.
- Frank Ulrich Montgomery (* 1952), Präsident der Bundesärztekammer, Absolvent des Gymnasiums Blankenese
- Linda Schultz (* 1981), Schriftstellerin, unterrichtete bis 2018 am Gymnasium Blankenese die Fächer Deutsch, Kunst und Geografie.[21][22] Der 2014 von ihr veröffentlichte Hamburg-Krimi Elbgut spielt in Blankenese.[23]
- Sven Teuber, Politiker (SPD)
- Nina Chuba (* 1998), Sängerin und Schauspielerin

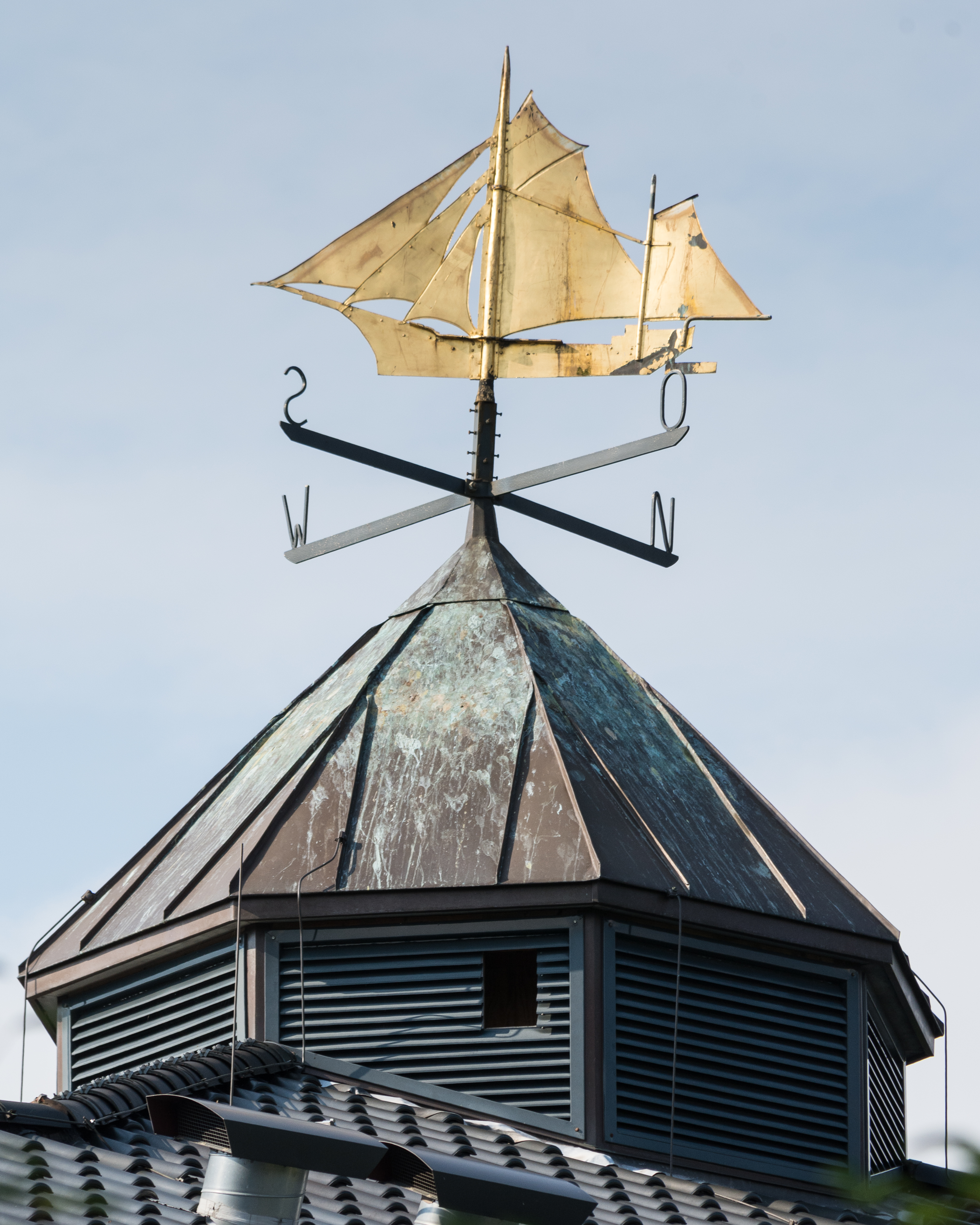
Wetterfahne (2015)